# Mico manicorensis
Lo uistitì di Manicore (Mico manicorensis van Roosmalen et al., 2000) è un primate platirrino della famiglia dei Callitricidi, di recente scoperta.
Deve il nome al Manicoré, un affluente del Rio delle Amazzoni lungo il corso del quale la specie è stata scoperta, 300 km circa a sud di Manaus.
Misura circa 50 cm, di cui più della metà spetta alla lunga coda, per un peso di circa 350 g.
Il pelo bianco con sfumature argentate sul dorso: la testa ed il collo sono grigiastri, mentre il ventre è giallo-arancio e la coda nera. La faccia è nuda e grigio-rosata, così come le orecchie. Caratteristica di questa specie è la fronte sfuggente, che dà a questo animale un aspetto perennemente nervoso o pensieroso.